# Bezirksgericht Straubing
Das Bezirksgericht Straubing war ein Bezirksgericht im Königreich Bayern und der Vorläufer des 1932 aufgelösten Landgerichts Straubing. Das Bezirksgericht bestand von 1857 bis 1879 und hatte seinen Sitz in der Stadt Straubing.

## Geschichte
Von 1802 bis 1808 war Straubing Sitz eines der beiden churfürstlichen und ab 1806 königlichen Hofgerichte und somit Sitz einer der zentralen Justiz- und Verwaltungsbehörden in Bayern. Die andere Stadt, die diesen Status innehatte, war München. Straubing verlor seine Stellung als Gerichts- und Regierungsstadt durch die Gebietsreform im Königreich Bayern ab dem Jahr 1840. Mit Gesetz vom 1. Juli 1856 wurde das Justizwesen im rechtsrheinischen Bayern analog dem der Pfalz neu geordnet. Die bisherigen Kreis- und Stadtgerichte wurden aufgehoben und 34 neue Bezirksgerichte, davon eines in Straubing, traten an ihre Stelle. Sie waren für die Städte, in denen sie ihren Sitz hatten, sowie für die in ihrem Sprengel befindlichen Standesherren Gerichte erster Instanz. Für alle anderen Angelegenheiten waren sie Gerichte der zweiten Instanz in Kriminal- und Zivilrechtssachen. Mit dem Inkrafttreten des deutschen Gerichtsverfassungsgesetzes wurde 1879 das Bezirksgericht Straubing wie alle anderen bayerischen Bezirksgerichte aufgelöst. Sein Nachfolger in der Funktion als Gericht der zweiten Instanz war das Landgericht Straubing, zu dessen Bezirk die Amtsgerichte Beilngries, Straubing, Ellingen, Greding, Ingolstadt, Kipfenberg, Monheim, Pappenheim und Weißenburg gehörten. Dieses wurde 1932 im Zuge von Sparmaßnahmen der Bayerischen Staatsregierung wieder aufgelöst.